# Franz Johann von Reischach
Franz Josef Johann Nepomuk Fidel Freiherr von Reischach (Waldshut, 13 mei 1730 - Hietzing, 12 september 1807) was een generaal-majoor en keizerlijk gezant in het aartshertogdom Oostenrijk.
Dankzij de goede familiale contacten met het keizerlijk hof te Wenen was Reischach voorbestemd voor een loopbaan binnen de Duitse Orde. Hij behaalde met name in 1771 de hoogste graad van generaal-majoor in het keizerlijk leger. Vanaf zijn ridderwijding in 1753 werd hij commandeur van een aantal nederzettingen van de Duitse Orde in de provincie Biesen. In 1782 volgde hij zijn vader op als keizerlijk gezant in Den Haag. Vanwege zijn zwakke gezondheid had hij zijn militaire loopbaan moeten beëindigen.
Reischach werd in 1784 landcommandeur van Alden Biesen, de hoofdzetel van de balije Biesen. Reischach probeerde zijn nieuwe functie te combineren met zijn gezantschap in Den Haag, maar door zijn zwakke gezondheid werd hij uit de functie van gezant ontslagen. Hij richtte zich in Alden Biesen vooral op de aanleg van een nieuwe tuin: in 1786-1787 liet hij de Engelse Tuin aanleggen door Ghislain-Joseph Henry. Met de financiële en administratieve problemen die hij geërfd had van zijn voorganger, hield hij zich nauwelijks bezig. Toen in juni 1794 de Franse legers naderden, vluchtte Reischach naar zijn broer Sigismund in Augsburg. Reischach was ziek en bijna geheel blind, en ging eerst naar een kuuroord in Karlsbad. Daarna reisde hij verder naar zijn broer Simon Thaddeüs Adam, die een ministerspost bekleedde in het keizerrijk. Reischach vestigde zich in Wenen en overleed in 1807 in Hietzing.